# Baron Westbury
Baronowie Westbury 1. kreacji (parostwo Zjednoczonego Królestwa)
- 1861–1873: Richard Bethell, 1. baron Westbury
- 1874–1875: Richard Augustus Bethell, 2. baron Westbury
- 1875–1930: Richard Luttrell Pilkington Bethell, 3. baron Westbury
- 1930–1961: Richard Morland Tollemache Bethell, 4. baron Westbury
- 1961–2001: David Allan Bethell, 5. baron Westbury
- od 2001: Richard Nicholas Bethell, 6. baron Westbury